# Socialismo Teoría y Práctica
Socialismo Teoría y Práctica (STP) fue una publicación mensual de la URSS que publicaba selecciones de la prensa soviética. Era editada por la Agencia de Prensa Novosti en español, alemán, francés e inglés.
Manejaba temas de política, economía, cultura, ciencia, el modo de vida del ser humano, ecología, experiencias históricas, procesos revolucionarios mundiales, relaciones internacionales, luchas ideológicas y otros más. 
También ofrecía un suplemento bimestral.
- Datos: Q7551470